# Aïn Makhlouf
Aïn Makhlouf è un comune dell'Algeria, situato nella provincia di Guelma.